# Запис манастирски млади храст (Превешт)
Запис манастирски млади храст (Превешт) се налази на парцели чији је власник Манастир Каленић.

## Локација
| Општина             | Рековац                                                                     |
| Катастарска општина | Превешт                                                                     |
| Потес               | Болутовац                                                                   |
| Координате          | 43° 45′ 16″ С; 21° 03′ 06″ И / 43.754399999999997° С; 21.051600000000001° И |
| Надморска висина    | 420m                                                                        |

## Карактеристике
Дендрометријске вредности утврђене на терену и сателитским снимцима:
| Стабло                     | Храст |
| Висина стабла              | m     |
| Обим дебла                 | m     |
| Пречник крошње             | 3m    |
| Пречник дебла              | m     |
| Висина дебла до прве гране | m     |

## База записа
Запис је у оквиру Викимедија пројекта "Запис - Свето дрво" заведен под редним бројем 0384.